# Trapped (película de 2002)
Trapped (conocida en español como Atrapada o Acorralada) es una película de suspense y thriller proyectada por primera vez el 20 de septiembre de 2002. El filme está protagonizado por Charlize Theron, Courtney Love, Stuart Townsend, Kevin Bacon y Dakota Fanning, y fue dirigida por Luis Mandoki.
Está basada en la novela 24 horas, escrita por Greg Iles, quien escribió el guion de la cinta.

## Argumento
Joe Hickley, un secuestrador profesional, cree tener un plan infalible para hacerse con una gran suma de dinero: retener a una rica mujer junto a su hija durante 24 horas, mientras su cómplice Cheryl Tilly recoge el dinero de manos del marido, quien en ese momento está de viaje. Aunque Joe parece tenerlo todo bien planeado, hay una cosa con la que no contaba y que complicará toda la operación. La niña padece de asma severa y necesita estar medicada constantemente.

## Reparto
- Charlize Theron (Karen Jennings)
- Stuart Townsend (Dr. Will Jennings)
- Kevin Bacon (Joe Hickey)
- Courtney Love (Cheryl Hickey)
- Dakota Fanning (Abby Jennings)
- Pruitt Taylor Vince (Marvin)
- Colleen Camp (Joan Evans)
- Steve Rankin (Hank Ferris)
- Gary Chalk (Agent Chalmers)
- Jodie Markell (Mary McDill)
- Matt Koby (Peter McDill)
- Gerry Becker (Dr. Stein)
- Andrew Airlie (Holden)
- Randi Lynne (Hotel Operator)
- J.B. Bivens (Gray Davidson)

- Datos: Q217303